# USCGC Spar (WLB-206)
USCGC Spar (WLB-206) – amerykański tender boi nawigacyjnych należący do United States Coast Guard z XXI wieku. Okręt służy do ustawiania znaków nawigacyjnych i jego portem jest Kodiak na Alasce. Okręt pełni także inne zadania, takie jak ochrona granicy morskiej, nadzór ochrony środowiska morskiego, wymuszanie przestrzegania prawa morskiego, poszukiwawczo-ratownicze oraz łamanie lodu. Nosi nazwę pochodzącą od kobiecej rezerwy Straży Przybrzeżnej znanej także jako SPARS.
Stępkę jednostki położono 15 grudnia 1999 w Marinette Marine Corporation w Wisconsin. Zwodowano ją 12 marca 2000. Odbył podróż z Marinette do Kodiak w okresie od marca do czerwca 2001 i wszedł do służby 3 sierpnia 2001. "Spar" przejął kontrolę nad znakami nawigacyjnymi od wycofanych ze służby USCGC "Ironwood" i USCGC "Firebush".